# Doug Hepburn
Doug Hepburn (* 16. September 1926 in Vancouver; † 22. November 2000) war ein kanadischer Gewichtheber.

## Werdegang
Doug Hepburn kam mit einer Augenunpässlichkeit (Schielen) und einem leichten Klumpfuß auf die Welt. Trotzdem trieb er schon als Kind und Jugendlicher viel Sport. Sein Ziel war es von Anfang an, einmal möglichst stark zu werden. Mit 16 Jahren traf er auf Doug Poppell, einen Bodybuilder, der ihm viele wertvolle Trainingshinweise gab, nach denen Doug künftig übte. 1943 wurde er an den Augen und etwas später auch an seinem kranken Fuß operiert. Der Schaden an seinem Fuß konnte aber nicht ganz behoben werden, er blieb bei seinem Sport, dem Gewichtheben und dem Powerlifting, stets behindert. 1950 stellte er einen ersten kanadischen Rekord im beidarmigen Drücken mit 147,5 kg auf. Am 15. November 1950 zeigte er in Vancouver enorme Kraftleistungen, als er 155 kg beidarmig drückte, 180 kg im Bankdrücken schaffte und mit 250 kg Kniebeugen machte.
Im Dezember 1950 wechselte Doug nach New York zu Joe Weider, einem Bodybuilding-Manager und Sportschulenbesitzer. Dort trainierte er mit Abe Goldberg und Marvin Eder, zwei berühmten Kraftathleten. Er hatte sich in dieser Zeit fast ausschließlich auf Kraftübungen spezialisiert und übte den olympischen Dreikampf (OD) kaum. 1953 jedoch, widmete er sich mit voller Kraft dem OD und startete bei den Gewichtheber-Weltmeisterschaften in Stockholm. Dort gelang ihm ein sensationeller Sieg über den Doppelolympiasieger und sechsfachen Weltmeister John Davis, USA.
1954 zeigte er noch einmal sensationelle Leistungen im Kraftdreikampf. Er drückte auf der Bank 255 kg und stieß von der Brust weg, nachdem ihm Helfer die Hantel umgesetzt hatten, 222,5 kg in die Höhe.
1954 trat er vom Wettkampfsport zurück und betätigte sich als berufsmäßiger Kraftathlet, der noch jahrelang phänomenale Leistungen zeigte, und im amerikanischen Wrestling.

## Internationale Erfolge
(WM = Weltmeisterschaften)
- 1953, 1. Platz, WM in Stockholm, S, mit 467,5 kg (167,5-135-165), vor John Davis, USA, 457,5 kg und Humberto Selvetti, Argentinien, 450 kg;
- 1954, 1. Platz, Commonwealth-Spiele in Vancouver, S, mit 470 kg (167,5-135-167,5).

### Weltrekorde
im beidarmigen Drücken:
- 153,5 kg, 1951 in New York,
- 156,5 kg, 1951 in Montreal,
- 160 kg, 1952 in Ottawa,
- 163 kg, 1953 in Ottawa,
- 165,5 kg, 1953 in York,
- 166,5 kg, 1953 in Baltimore,
- 168,5 kg, 1953 in Stockholm,
- 172,5 kg, 1954 in Vancouver.